# Club Atlético Independiente (Trelew)
El Club Atlético Independiente es una entidad social y deportiva con sede en la ciudad de Trelew, Argentina. El fútbol es la principal actividad que desarrolla el club y por la que ha sido conocido a nivel nacional. También se practican básquet y handball, entre otras disciplinas. Actualmente se desempeña en el Torneo Regional Federal Amateur, última división del fútbol argentino para los clubes indirectamente afiliados a la AFA.
Su uniforme es rojo y negro a franjas verticales. Mantiene una rivalidad histórica con el Racing Club, también de la localidad de Trelew.
Es uno de los clubes fundadores de la Liga de Fútbol Valle del Chubut, en la cual ha obtenido 12 títulos, ubicándose como el sexto mayor ganador. Es a su vez, el equipo de fútbol más antiguo del Valle aún en competencia, lo que lo hace el decano del fútbol valletano.
Su máximo hito deportivo fue consagrarse campeón del Torneo Regional 1972, lo que le permitió clasificarse al Campeonato Nacional de ese mismo año, transformándose así en el único equipo proveniente de la Liga de Fútbol Valle del Chubut en disputar un certamen de Primera División de AFA, y, junto a Huracán de Comodoro, en el único elenco chubutense en hacerlo.

## Historia

### Fundación (1916)
Independiente nace en 1916, como una escisión de la segunda división del Trelew Athletic Club, cuyos jugadores deseaban mayor autonomía. En función de ese anhelo de independencia es que bautizan al nuevo club con el nombre que se le conoce. La fundación oficial queda decretada el 30 de agosto de 1916. La primera Comisión Directiva del entonces Independiente Football Club fue presidida por Dan Lewis, y conformada, entre otros, por Dionisio Helguera (Secretario), Raúl Stanchi (Tesorero) y Oscar Bimboni (capitán del equipo).

### Primer lustro y primeros lauros
A pocos días de su nacimiento, el 20 de septiembre de 1916 disputa su primer partido, frente a Sportiva Rawson, en el cual resulta vencedor por marcador de 2 a 0, recibiendo como premio un trofeo de plata por parte de la Sociedad Italiana de Socorros Mutuos. Desde ese momento viste la camiseta rojinegra, distintivo que lo identifica hasta la actualidad. La elección de los colores fue casual, puesto que no había a la venta otras camisetas por aquel entonces en Trelew. Fueron adquiridas en la tienda "Sastre Chico" de Edward Jones, ubicada en avenida Fontana y España. Se supone que pertenecían a algún equipo británico. 
En los primeros años defendieron el estandarte del Rojo, como se lo conoce popularmente, jugadores como Helguera, Lewis, Bimboni, Cohello, H. Lewis, Gandolfo, Penna, Stanchi, Castro, Williams, Ángel Salvo, Alderico Valsecchi y Marcos Cerecero, que dieron forma a los primeros éxitos futbolísticos del conjunto trelewense.
En 1921 disputa frente a Racing Club el que será el primer choque del clásico más añejo del fútbol trelewense, valletano y chubutense, imponiéndose por 3 a 1.
En 1922, tras haber sufrido un breve período de incertidumbre institucional (la Comisión Directiva quedó acéfala y tomó el mando el jugador Ángel Salvo), Independiente consigue su primer título de campeón, al llevarse el Primer Campeonato de Trelew entre Clubes.
Durante los años ulteriores el club se consolida como el más poderoso de Trelew.

### Dominador en los albores
En 1930 la Asociación Deportiva del Chubut reemplaza a la Asociación de Football del Chubut como rectora de los torneos zonales. Bajo esta asociación Independiente se alza con los campeonatos de 1930, 1932, 1933 (invicto) y 1941, ganándose el respeto de los demás equipos de la zona y hegemonizando los primeros certámenes del Valle. Junto con Racing de Trelew, es, con cuatro títulos, el máximo ganador de los torneos organizados por la Asociación Deportiva del Chubut.
En aquellas épocas se destacaron los jugadores Mendives, Sagués, Martínez, Molina, Ghio, Santos, González, Quiroga, De Bernardi, Quaglia, Gargiulo, Vitores, Wolhers, Binder, Puértolas, Sandín, Rogers, Tomaselli, Arévalo, Parry, Santoro y Martelli.

### Se crea la "Liga del Valle"
En 1942 se constituye la Asociación de Football del Valle del Chubut, posteriormente denominada Liga de Fútbol Valle del Chubut, que lo cuenta a Independiente entre sus fundadores.
A pesar de su poderío y larga trayectoria, el Rojo debió esperar hasta 1950 para gritar campeón dentro de la nueva liga, para cuando ya su clásico rival, Racing, ostentaba cuatro títulos. El plantel que le dio el primer campeonato de Liga del Valle a Independiente estaba integrado, entre otros, por Robles, Camcaburu, Perea, los hermanos Bonicatto, Bardeira, Montenegro, Steppa, Margusino, Febrero, Fernández y Furci.
La década del '50 fue dominada por Huracán, un nuevo y pujante equipo trelewense que postergó a los dos equipos tradicionales del Pueblo de Luis y se llevó seis campeonatos de Liga del Valle en igual cantidad de años. Luego el torneo caería bajo dominio absoluto de un emergente Deportivo Madryn, club portuario que le había disputado el liderazgo a Independiente en los años '30, y que entre 1958 y 1964 se coronaría nada menos que cinco veces consecutivas del Torneo Oficial (sumado a otros cinco torneos Preparación) marcando un récord aún no igualado hasta la actualidad. La hegemonía madrynense (Brown había conquistado también dos torneos Preparación) fue interrumpida por Germinal, de la ciudad de Rawson, en 1964. Sólo después del Verde capitalino es que Independiente pudo reencontrarse con las mieles del éxito, al lograr el Preparación de 1965, quince años después de su primera consagración. Tras ésta, vendrían los Preparación de los años 1966 y 1968, pero solo como antesala de la que sería la época dorada del club.

### Campeón regional
A Independiente se le negó el Oficial hasta 1971, año en que cortó una sequía de más de dos décadas sin vueltas oficiales (aunque actualmente la Liga reconoce y contabiliza los Preparación al mismo nivel que el viejo Torneo Oficial, en el pasado no tenían igual valía). Previamente se había hecho del Preparación del mismo año, lo que era un presagio de lo que vendría.
En 1967 se produjo una sensible reestructuración del fútbol de Primera División, con el objeto de integrar a distintos equipos del interior del país al fútbol de élite. Así nació el Campeonato Nacional, que incluía a los equipos del área metropolitana de Primera División y los mejores combinados de tierra adentro. Como sistema de clasificación al mismo se instauró el Torneo Regional, que se subdividía a lo largo y a lo ancho del país y enfrentaba a diversos equipos provenientes de las diferentes ligas regionales.
Como campeón del Torneo Oficial de 1971 de la Liga de Fútbol Valle del Chubut, Independiente ganó el derecho a intervenir en el Torneo Regional 1972, integrando el Grupo 3 junto a All Boys (Santa Rosa, La Pampa), Chocón Lauquen (Villa El Chocón, Neuquén), Cipolletti (Cipolletti, Río Negro), Ferrocarril Yacimientos Carboníferos Fiscales (Río Gallegos, Santa Cruz), Huracán (Comodoro Rivadavia, Chubut), Rosario Puerto Belgrano (Punta Alta, Buenos Aires) y Villa Congreso (Viedma, Río Negro).
| Primera Ronda   | Primera Ronda | Primera Ronda   | Primera Ronda | Primera Ronda      | Primera Ronda |
| Equipo 1        | Resultado     | Equipo 2        | Ciudad        | Fecha              |               |
| --------------- | ------------- | --------------- | ------------- | ------------------ | ------------- |
| Ferrocarril YCF | 0 - 1         | Independiente   | Río Gallegos  | 28 de mayo de 1972 |               |
| Independiente   | 5 - 3         | Ferrocarril YCF | Trelew        | 4 de junio de 1972 |               |

| Ronda Ganadores | Ronda Ganadores | Ronda Ganadores | Ronda Ganadores    | Ronda Ganadores     | Ronda Ganadores |
| Equipo 1        | Resultado       | Equipo 2        | Ciudad             | Fecha               |                 |
| --------------- | --------------- | --------------- | ------------------ | ------------------- | --------------- |
| Independiente   | 2 - 0           | Huracán         | Trelew             | 11 de junio de 1972 |                 |
| Huracán         | 4 - 2           | Independiente   | Comodoro Rivadavia | 18 de junio de 1972 |                 |

| Ronda Ganadores vs Perdedores | Ronda Ganadores vs Perdedores | Ronda Ganadores vs Perdedores | Ronda Ganadores vs Perdedores | Ronda Ganadores vs Perdedores | Ronda Ganadores vs Perdedores |
| Equipo 1                      | Resultado                     | Equipo 2                      | Ciudad                        | Fecha                         |                               |
| ----------------------------- | ----------------------------- | ----------------------------- | ----------------------------- | ----------------------------- | ----------------------------- |
| Cipolletti                    | 2 - 1                         | Independiente                 | Cipolletti                    | 16 de julio de 1972           |                               |
| Independiente                 | 1 - 0                         | Cipolletti                    | Trelew                        | 23 de julio de 1972           |                               |

| Final Ronda Ganadores | Final Ronda Ganadores | Final Ronda Ganadores | Final Ronda Ganadores | Final Ronda Ganadores | Final Ronda Ganadores |
| Equipo 1              | Resultado             | Equipo 2              | Ciudad                | Fecha                 |                       |
| --------------------- | --------------------- | --------------------- | --------------------- | --------------------- | --------------------- |
| All Boys              | 1 - 0                 | Independiente         | Santa Rosa            | 30 de julio de 1972   |                       |
| Independiente         | 1 - 0 (p:4-2)         | All Boys              | Trelew                | 6 de agosto de 1972   |                       |

Independiente debió sortear complicados obstáculos en su camino al campeonato, no sólo tuvo que lidiar con equipos fuertes de la región, sino que también enfrentó las adversidades climáticas, que en la semana previa al partido final se presentaron en forma de abundantes precipitaciones en la ciudad de Trelew y mantuvieron en vilo a jugadores, dirigentes y seguidores, que quemaron neumáticos y arrojaron aserrín sobre el campo de juego de tierra que se hallaba enlodado.
El partido finalmente no se postergó e Independiente se impuso con gol de Oscar Bersán, llevando la serie a los penales. Allí se agigantó la figura del arquero Alberto Parsechian, quien contuvo tres de los cinco disparos. El penal definitivo estuvo a cargo de Francisco Fandinho, quien desató el júbilo al cambiarlo por gol.
El Rojo campeón de aquel Regional estaba compuesto por los jugadores Parsechian, Oca, Hompanera, Fernández, Manícler, Salomón, Behr, Robledo, Paz, Montero, Cárdenas, Llenderosa, Bersán, Soto, Cominetti, Fiandino, Figueroa, Luque, Noce, Tamargo, "Chiche" Morón y Roldán. De la dirección técnica estuvo a cargo Higinio Restelli.

### Independiente entre los "grandes"
Consumados el título y la clasificación, el conjunto rojinegro se aprestó rápidamente a prepararse para la disputa del Campeonato Nacional. A sólo dos meses de haber logrado su mayor proeza futbolística, Independiente debutó en un torneo de Primera División. Fue el 15 de octubre de 1972, como visitante, en Mendoza y frente a San Martín, en el estadio de Independiente Rivadavia, en donde el equipo cuyano le propinó una derrota por 1 a 0.
El resto de los equipos que compartieron la Zona A junto al equipo chubutense fueron Atlanta (Capital Federal), Bartolomé Mitre (Posadas, Misiones), Gimnasia (La Plata, Buenos Aires), Independiente (Avellaneda, Buenos Aires), Lanús (Lanús, Buenos Aires), River Plate (Capital Federal), Rosario Central (Rosario, Santa Fe), San Lorenzo de Almagro (Capital Federal), San Lorenzo, (Mar del Plata, Buenos Aires), San Martín (San Miguel de Tucumán, Tucumán) y Vélez Sarsfield (Capital Federal). Además, disputó un partido "interzonal" frente a Argentinos Juniors (Capital Federal), por la quinta fecha.
La experiencia de Independiente fue inolvidable para los pobladores de la zona, y los magros resultados fueron anecdóticos, pues en Trelew el paso del Rojo por el fútbol grande de la Argentina es recordado con mucho orgullo. El club fundado en 1916 cosechó sólo tres unidades, producto de tres empates. Sin victorias, el resto se contaron por derrotas. Fueron históricos los partidos ante San Lorenzo de Almagro (equipo conducido por el Toto Lorenzo que a la postre se llevaría el campeonato), en el que los azulgranas ganaron agónicamente con gol de Chazarreta, en tiempo de descuento; frente a River Plate, cuando Independiente tuvo la oportunidad de jugar oficialmente en el estadio Monumental, y en el que su arquero, Alberto Parsechian, se volvió famoso al recibir ocho goles y ser calificado por la prestigiosa revista El Gráfico con la puntuación máxima de diez; así como también los empates frente a Argentinos Juniors e Independiente de Avellaneda (campeón de América ese mismo año) en el humilde estadio trelewense.
| Fase Regular      | Fase Regular | Fase Regular           | Fase Regular        | Fase Regular            | Fase Regular |
| Local             | Resultado    | Visitante              | Ciudad              | Fecha                   |              |
| ----------------- | ------------ | ---------------------- | ------------------- | ----------------------- | ------------ |
| San Martín (M)    | 1 - 0        | Independiente          | Mendoza             | 15 de octubre de 1972   |              |
| Independiente     | 0 - 1        | San Lorenzo de Almagro | Trelew              | 22 de octubre de 1972   |              |
| River Plate       | 8 - 0        | Independiente          | Capital Federal     | 29 de octubre de 1972   |              |
| Independiente     | 2 - 2        | Bartolomé Mitre        | Trelew              | 1 de noviembre de 1972  |              |
| Independiente     | 2 - 2        | Argentinos Juniors     | Trelew              | 5 de noviembre de 1972  |              |
| Lanús             | 3 - 0        | Independiente          | Lanús               | 8 de noviembre de 1972  |              |
| Independiente     | 0 - 4        | Atlanta                | Trelew              | 12 de noviembre de 1972 |              |
| Rosario Central   | 6 - 1        | Independiente          | Rosario (Argentina) | 19 de noviembre de 1972 |              |
| Independiente     | 0 - 1        | Gimnasia LP            | Trelew              | 26 de noviembre de 1972 |              |
| Vélez Sarsfield   | 7 - 1        | Independiente          | Capital Federal     | 29 de noviembre de 1972 |              |
| Independiente     | 1 - 3        | San Martín (T)         | Trelew              | 3 de diciembre de 1972  |              |
| San Lorenzo (MdP) | 8 - 3        | Independiente          | Mar del Plata       | 6 de diciembre de 1972  |              |
| Independiente     | 0 - 0        | Independiente (A)      | Trelew              | 10 de diciembre de 1972 |              |

| Pos | Equipo                  | Pts | PJ | G  | E | P  | GF | GC | DIF |
| --- | ----------------------- | --- | -- | -- | - | -- | -- | -- | --- |
| 1º  | San Lorenzo             | 23  | 13 | 10 | 3 | 0  | 29 | 6  | 23  |
| 2º  | River Plate             | 22  | 13 | 10 | 2 | 1  | 50 | 23 | 27  |
| 3º  | Vélez Sarsfield         | 18  | 13 | 8  | 2 | 3  | 31 | 19 | 12  |
| 4º  | San Martín de Mendoza   | 17  | 13 | 7  | 3 | 3  | 27 | 21 | 6   |
| 5º  | Atlanta                 | 16  | 13 | 6  | 4 | 3  | 31 | 15 | 16  |
| 6º  | Rosario Central         | 14  | 13 | 5  | 4 | 4  | 28 | 18 | 10  |
| 7º  | Independiente           | 13  | 13 | 4  | 5 | 4  | 24 | 20 | 4   |
| 8º  | San Lorenzo (MdP)       | 12  | 13 | 5  | 2 | 6  | 24 | 28 | -4  |
| 9º  | Lanús                   | 11  | 13 | 3  | 5 | 5  | 17 | 23 | -6  |
| 10º | Gimnasia y Esgrima (LP) | 9   | 13 | 3  | 3 | 7  | 13 | 24 | -11 |
| 11º | San Martín (T)          | 6   | 13 | 2  | 2 | 9  | 10 | 25 | -15 |
| 12º | Bartolomé Mitre         | 4   | 13 | 1  | 2 | 10 | 11 | 36 | -25 |
| 13º | Independiente (T)       | 3   | 13 | 0  | 3 | 10 | 10 | 46 | -36 |

|  |                           |
|  | Finalista del torneo.     |
|  | Semifinalista del torneo. |

### Cierre de la época "dorada"
Si bien no pudo capitalizar su incursión en el fútbol nacional haciéndose fuerte en su liga de origen, Independiente dio cierre al ciclo exitoso obteniendo los campeonatos Preparación de los años 1973 y 1976.
La etapa post Nacional estuvo signada por el crecimiento edilicio más que por el futbolístico. En 1973 el club inauguró el edificio de su Sede Oficial, que hasta entonces había deambulado por distintas oficinas de la ciudad, en el mismo predio en que se ubicaba su estadio. Bajo la gestión del presidente Alfredo García (1978-1983) se construyó e inauguró el gimnasio que lleva su nombre en honor al mismo.
En 1984 Independiente se alzó con el Torneo Oficial, y posteriormente con el Preparación 1987, tras lo cual inició un largo período de sequía ganadora que lo vio relegado del título durante veintidós años.

### 1987 - Actualidad
Lejos de los años de brillo que le valieron la categoría de grande dentro del círculo de equipos del Valle, Independiente transitó la década de los '90 a la sombra de sus dos principales rivales, Racing y Germinal, que hegemonizaron la liga hasta la irrupción de vertiginoso ascenso de Guillermo Brown, con el que se abrió una nueva etapa para los equipos valletanos, al volverse habitué y protagonista de distintas competencias de ascenso federales, que al día de hoy lo han depositado en la Primera B Nacional. 
Ya a mediados de los '90 Germinal había conseguido destacadas participaciones en el Torneo del Interior y el Torneo Argentino A, poco antes también lo habían hecho Gaiman, Argentinos del Sud (Gaiman) y Racing Club. Independiente recién pudo asomar hacia afuera de la Liga del Valle tomando parte del Torneo Argentino B 2001, en el que integró el Grupo 3 de la Región Sur, junto a San Lorenzo de Carmen de Patagones (de Buenos Aires, aunque juega en la Liga Rionegrina de fútbol) y su vencido en la histórica final del Regional '72, All Boys de Santa Rosa (La Pampa). Tras dos victorias, un empate y una derrota, se clasificó en el primer lugar del grupo, accediendo directamente a la Tercera Fase del torneo. Allí compartió zona con Deportivo Roca (General Roca, Río Negro), Guillermo Brown (Puerto Madryn, Chubut) y Estrella del Sur (Caleta Olivia, Santa Cruz). Obtuvo siete unidades producto de una victoria, cuatro empates y una derrota, lo que no le alcanzó para clasificarse a la siguiente ronda, al quedar en el tercer lugar del grupo detrás de Deportivo Roca (9) y Guillermo Brown (8), y por sobre Estrella del Sur (6).
Veintidós años fueron los que debió esperar Independiente para volver a ser el monarca del fútbol valletano. Fue en el Torneo Apertura 2009, y de la mano de un histórico del club, Jaime Giordanella, que pudo romper la racha adversa venciendo en la final a Guillermo Brown, en el estadio Raúl Conti, y conquistar así su undécimo título de Liga del Valle. Por cuestiones económicas declinó de participar en el Torneo del Interior 2010, aunque sí intervino en la edición 2011, otra vez con Giordanella como director técnico. Esta vez fue encuadrado junto a Germinal, Petroquímica (Comodoro Rivadavia) y su clásico rival, Racing, en la Zona 81. Sin victorias, con dos empates y cuatro derrotas, trece goles en contra y sólo cuatro a favor, Independiente finalizó último en el grupo, siendo eliminado de la competencia.
En el ámbito local y después de la era de Jaime Giordanella el club ha sufrido cambios y tuvo varios cambios de director técnico. Luego de la renuncia del mismo Jaime, quién después fue a Germinal de Rawson, asumió Julio "Tete" Morant hermano del exjugador de Gimnasia y Esgrima de la Plata, Pablo Morant. El equipo tuvo buenas campañas con "Tete", pero después de su renuncia, debió dirigir al club el DT de la reserva, Miguel Gonzáles, como Técnico interino del club. Luego asumió Jorge "Coco" Bersán, exjugador del club, que conformaba el plantel cuando Independiente ascendió al Campeonato Nacional 1972 (Argentina). Cuando Jorge Bersán renuncia a su cargo asume como DT de nuevo y por tercera vez Jaime Giordanella. 
Actualmente disputa el Torneo Federal C saliendo segundo en su zona y clasificando a la segunda fase.

Plantel 2024

## Clásico de Trelew
El Clásico de Trelew es el encuentro que protagonizan Independiente y Racing Club, los dos equipos más populares de la ciudad de Trelew. Se han enfrentado por todos los torneos organizados por las asociaciones rectoras del fútbol valletano desde su creación. En el último Torneo del Interior 2011 coincidieron en la Zona 81 y se enfrentaron dos veces, con un empate 1-1 y una victoria para Racing por 3-1.
Otras rivalidades
Históricamente el club rojinegro ha mantenido rivalidad con otros equipos de la Liga del Valle, como Germinal, Deportivo Madryn, Guillermo Brown y su coterráneo Huracán (Trelew).

## Estadio

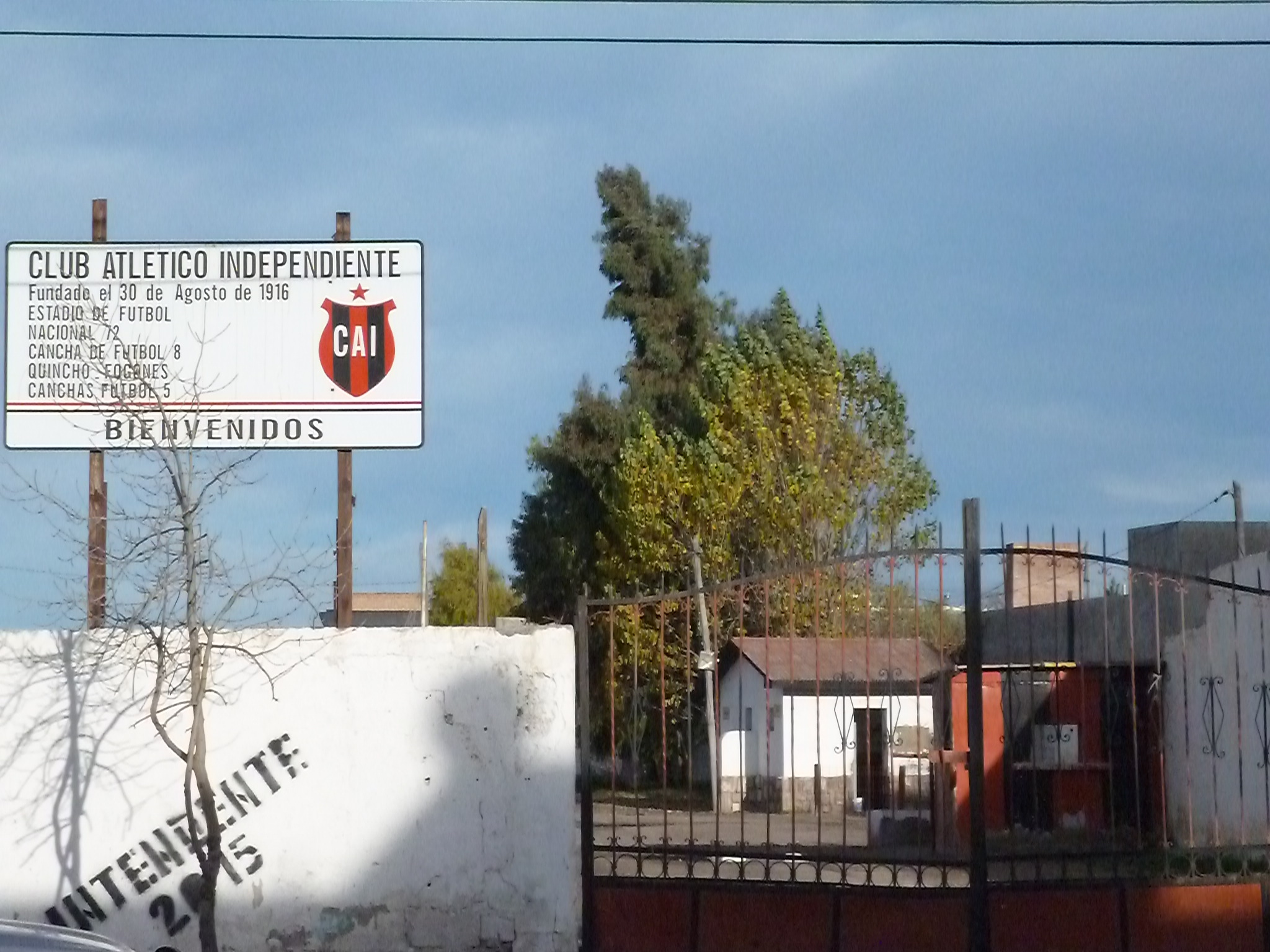
Cartel y portón de acceso a la cancha.

El estadio del Club Atlético Independiente de Trelew fue inaugurado el 26 de noviembre de 1954. Lleva por nombre "Nacional '72", en homenaje y alusión al máximo logro alcanzado por la institución, y está ubicado entre las calles Rivadavia, Soberanía Nacional (ex Estados Unidos) y Centenario. Posee dos pequeñas gradas de madera y la superficie de su campo de juego es íntegramente de tierra.
Es el único estadio de Liga del Valle que ha acogido encuentros oficiales de Primera División y, junto al estadio Raúl Conti de Guillermo Brown, los únicos que han recibido de manera oficial a equipos grandes del fútbol argentino. En su campo de juego fueron disputados siete encuentros de Primera División, en marco del Campeonato Nacional 1972.
La primera cancha de Independiente estaba emplazada en El Salitral (hoy calle Paraguay, entre Yrigoyen y Belgrano), desde donde se trasladó al viejo campo de juego del Athletic Trelew en 25 de Mayo y Edison. Más tarde el Racing Club compró esta cancha para su uso y el equipo de Independiente debió alquilar la llamada Manzana N.º 111 (ex Cuarteles), donde inauguró su nuevo campo el 9 de octubre de 1932. Vencido el contrato, una nueva mudanza obligó al club a disputar sus partidos en un terreno prestado, hacia el norte del Barrio Don Bosco. En 1950 la institución adquirió definitivamente el predio donde hoy se encuentra su estadio.

## Palmarés

### Torneos zonales
- Organización entre Clubes (1): Temporada 1930.
- Asociación Deportiva del Chubut (5): Campeonato 1930, Campeonato 1932, Campeonato 1933, Copa de Competencia 1933 y Campeonato 1941.

- Liga de Fútbol Valle del Chubut (13): Copa de Honor 1944, Oficial 1950, Preparación 1965, Preparación 1966, Preparación 1968, Preparación 1971, Oficial 1971, Preparación 1973, Preparación 1976, Oficial 1984, Copa Reencuentro 1987, Apertura 2009 y Clausura 2023.

### Torneos regionales
- Torneo Regional| (1): Regional 1972 (Clasificación al Campeonato Nacional 1972)

## Otros deportes

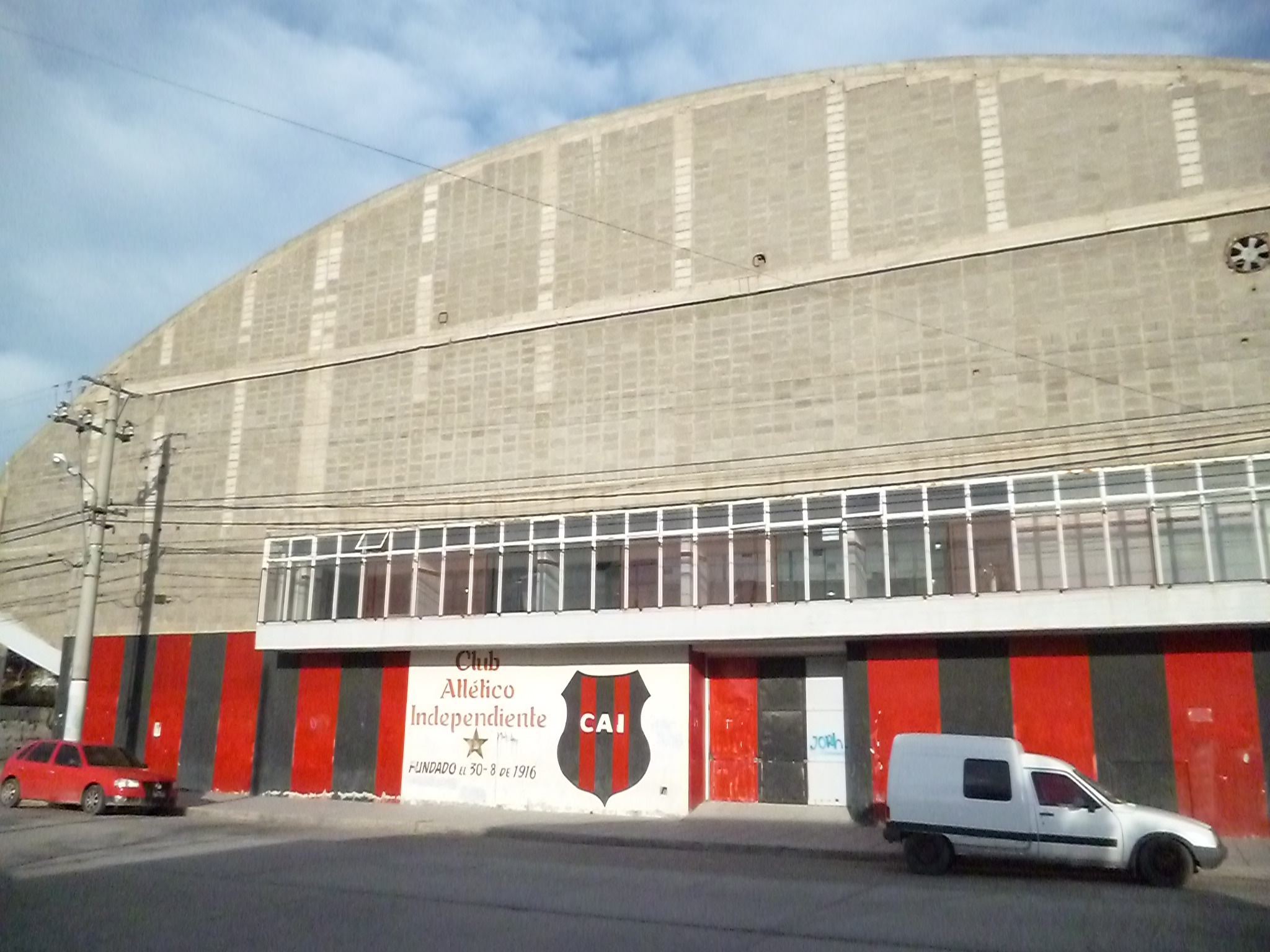
Parte exterior del estadio Ing. Alfredo García.

### Básquet
El club posee una división de básquet masculino, la cual, desde 2013 vuelve a disputar los torneos regionales organizados por la ABECh.
Auspicia de local en el Estadio Ingeniero Alfredo García, el cual está ubicado en el mismo predio donde el Estadio Nacional del '72, con accesos sobre las calles Soberanía Nacional y Rivadavia.

### Handball
Además del fútbol y del básquet, el club posee un equipo de handball, el cual en 2014 disputó el Torneo Nacional C en la categoría masculina de Mayores.